# Biroul Internațional Nansen pentru Refugiați
Biroul Internațional Nansen pentru Refugiați (în franceză Office International Nansen pour les Réfugiés) a fost o organizație înființată în 1930 de către Liga Națiunilor și numită după Fridtjof Nansen, la scurt timp după moartea sa. Biroul a fost responsabil la nivel internațional de refugiații din zonele de război între 1930 și 1939. El s-a remarcat prin crearea pașaportului Nansen, care permitea apatrizilor să călătorească între țări. A primit Premiul Nobel pentru Pace în 1938.

## Istorie
Office International Nansen pour les Refugiés a fost înființat în 1930 de către Liga Națiunilor, la scurt timp după moartea celui după care a fost numit, Fridtjof Nansen, pentru a-i continua acestuia munca încununată de multe succes în domeniul ajutorării internaționale a refugiaților. El a continuat astfel organizația din Geneva, Elveția, fondată de Nansen în 1921. Liga a asigurat și cheltuielile administrative pentru Biroul Nansen, dar numai pentru taxele percepute pentru pașaportul Nansen, deoarece veniturile sale pentru asistență socială au fost obținute din contribuții private.

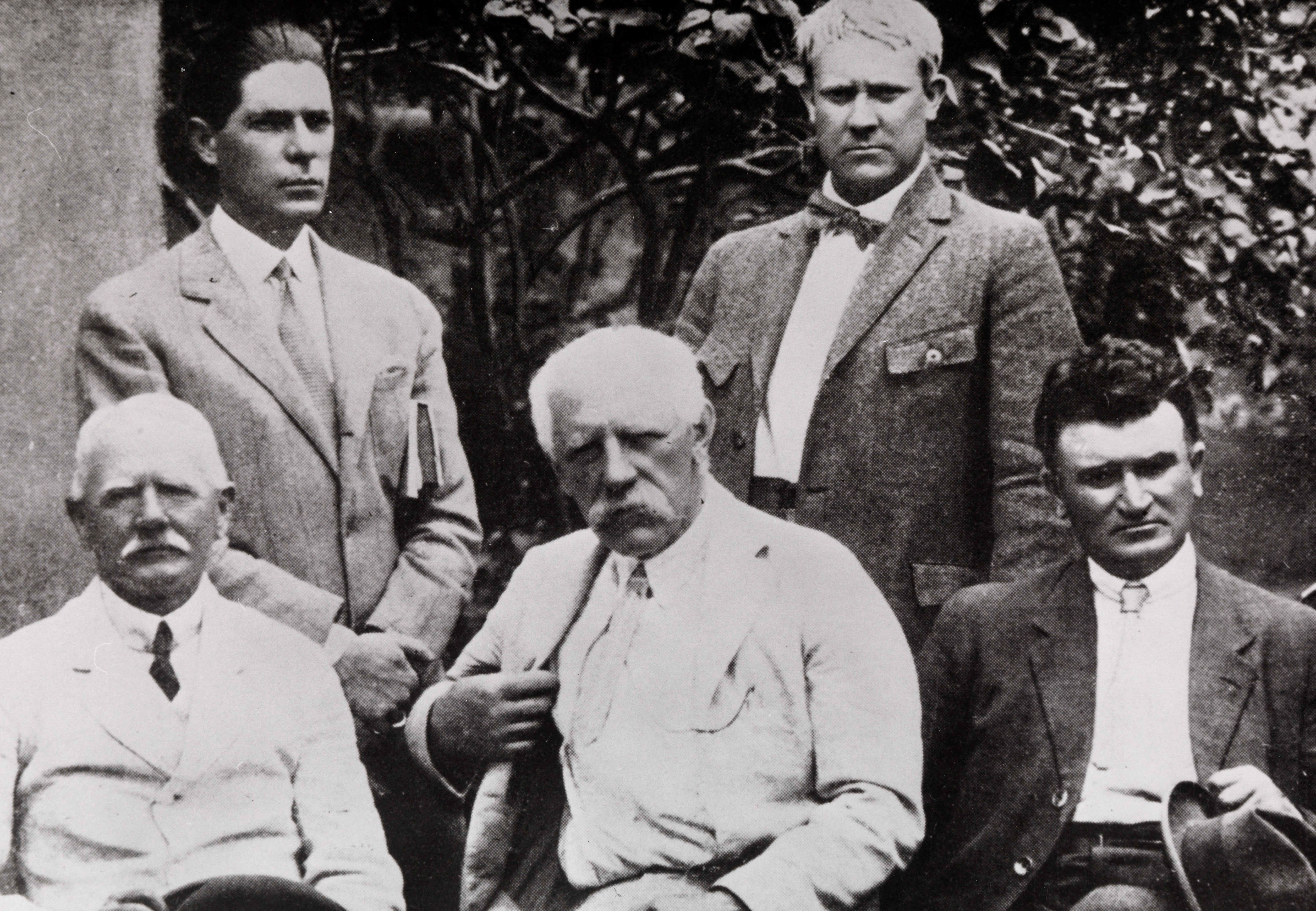
Comisia pentru Armenia a Ligii Natiunilor. De la stânga, pe primul rând sunt Georges Carle, Fridtjof Nansen și CE Dupuis. În spate sunt Pio Le Savio (stânga) și Vidkun Quisling (dreapta).

Organizația urma să ofere sprijin material și politic refugiaților. Pentru refugiații din cel de al Treilea Reich sau din Spania distrusă de război civil, Biroul Nansen nu putea furniza ajutor, deși multe țări au refuzat să accepte refugiații.
În ciuda acestor probleme, organizației i s-a acordat Premiul Nobel pentru Pace în 1938 pentru activitatea sa, dar din cauza dizolvării sale la scurt timp după aceea, premiul în bani a fost primit de o organizație de refugiați nou înființată a Ligii Națiunilor. Biroul a fost dizolvat când Liga a dizolvat și Înalta Comisie (înființată în 1933) din cauza problemelor din jurul refugiaților din teritoriile anexate de la Austria și Cehoslovacia de către al Treilea Reich.

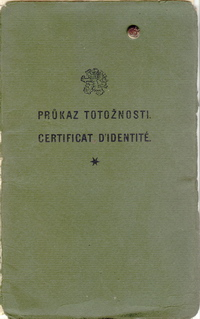
Coperta unui pașaport Nansen Poliția Praga, 1930
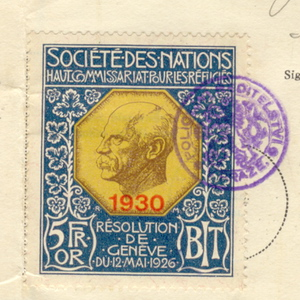
Timbru într-un pașaport Nansen, Biroul Internațional Nansen pentru Refugiați☃☃

## Realizări
Biroul Nansen a îndeplinit numeroase sarcini cât timp a existat.
A fost responsabil pentru adoptarea de către paisprezece țări a Convenției privind refugiații din 1933, care era o modestă cartă a drepturilor omului.
Biroul Nansen a jucat un rol esențial în găsirea unui adăpost în case special construite în satele din Siria și Liban pentru 40.000 de armeni, după relocarea altor 10.000 în Erevan.
Biroul Internațional Nansen pentru Refugiați a fost responsabil pentru așezarea cu succes a refugiaților din Saar în Paraguay după 1935.

## Premiul Nobel pentru pace
Oficiul Internațional Nansen pentru Refugiați a primit Premiul Nobel pentru Pace în 1938 pentru eforturile sale de a înființa pașapoartele Nansen.